# Lomazzo
Lomazzo (Lumazz in dialetto comasco, AFI: /luˈmats/) è un comune italiano di 10 021 abitanti della provincia di Como in Lombardia.

## Storia

### Dalla preistoria all'Alto Medioevo
Ritrovamenti archeologici dell'età del ferro attestano la presenza di insediamenti umani nell'area di Lomazzo già dal VI-V secolo a.C. La sua posizione a mezza strada fra Milano e Como, laddove le colline di formazione glaciale addossate alle Prealpi digradano verso la Pianura Padana, rese la zona appetibile per la colonizzazione romana (che soppiantò la precedente popolazione gallica), a opera dapprima di Gneo Pompeo Strabone, quindi di Gaio Scipione e infine di Gaio Giulio Cesare. Durante i lavori di costruzione della stazione ferroviaria di Lomazzo vennero rinvenute alcune urne cinerarie galliche assieme a monete tardo-romane.
Al tempo di Giulio Cesare l'insediamento doveva ormai essere in pieno sviluppo, come testimoniano i reperti di una necropoli romana del I secolo a.C. e un'iscrizione dedicatoria alle Matrone di Tito Sestio Agathon, che il nome fa riconoscere come uno dei 500 coloni di cultura greca portati nella zona da Cesare, allora proconsole della Gallia Cisalpina.
Nel IV secolo, dopo una prima infiltrazione cristiana, probabilmente tramite una guarnigione militare che collocò una cappella castrense dedicata a San Lorenzo nel fortilizio che presidiava il centro abitato, la popolazione di Lomazzo si convertì al cristianesimo; era questa l'epoca di Ambrogio, vescovo di Milano, durante la quale fu eretta una chiesa dedicata ai Santi Vito e Modesto. Quando tra il secolo VI e VII giunsero i Longobardi, di religione ariana, condivisero per un certo tempo l'uso della chiesa alternandosi a turno, fino a quando, aumentati di numero e convertiti al cattolicesimo, eressero la nuova chiesa di San Siro, affiliandosi però alla diocesi di Como.
La comunità di Lomazzo, appartenente civilmente dal secolo IX al contado del Seprio, si trovava così nella peculiare situazione di essere religiosamente divisa in due parrocchie, l'una sottoposta alla diocesi di Milano (ove rimase fino al 1981), l'altra a quella di Como, nonostante insistessero su un unico compatto centro abitato, le cui contrade s'intersecavano.

### Basso Medioevo
In età comunale, quando Milano e Como si spartirono il contado del Seprio, separarono Lomazzo anche civilmente: la parrocchia di San Vito formò un comune sotto la giurisdizione di Milano, quella di San Siro un comune sotto Como. Per questa posizione di cucitura, Lomazzo appariva un nodo strategico, che fu fortificato con mura e fossati; nel 1249 e nel 1286 le delegazioni di Milano e di Como, già schierate su opposti fronti di guerra, conclusero a Lomazzo le trattative di pace. Nel 1286 era presente anche l'arcivescovo Ottone Visconti, fondatore della signoria viscontea, di cui Lomazzo fece parte a partire dal 1287 circa con l'annessione del Seprio a Milano.
Nel 1395 Lomazzo è nel territorio del Ducato di Milano e vi resterà fino all'epoca napoleonica.
Le famiglie più ragguardevoli di Lomazzo (tra cui i Carcano e i Clerici) posero dimora anche nel capoluogo, occupando posti di prestigio negli organi comunali e presso la corte, viscontea prima e sforzesca poi. Oltre che fornire funzionari e uomini d'arme, erano in grado di finanziare con prestiti la camera ducale.
In particolare dalla famiglia Carcano di Lomazzo uscirono personaggi che a Milano godettero di grande prestigio, come Donato, che alla caduta dei Visconti fu nominato capitano della Repubblica Ambrosiana (1447-1450).
Suo figlio, il beato Michele Carcano (1427-1484), divenuto, dopo l'incontro con san Bernardino da Siena, francescano dell'osservanza nel convento di S. Croce in Como, era uno dei predicatori più ricercati in Italia e fu oratore ufficiale all'Aquila in occasione della traslazione della salma di san Bernardino da Siena nella nuova basilica a lui intitolata. Costui, per combattere l'usura e venire in soccorso ai poveri, inventò e fondò in molte città i Monti di Pietà, causando le ire degli usurai (molto influenti alla corte meneghina), che chiesero e ottennero vari bandi a suo carico dallo Stato di Milano. Michele ebbe però l'appoggio ducale quando, per una più efficace amministrazione delle opere pie, promosse la riforma ospedaliera che portò alla fondazione degli ospedali maggiori di Milano, di Como e di Piacenza.

### Dal Cinquecento al Settecento
Gerolamo Carcano, nipote degli illustri soggetti summenzionati, venne insignito del titolo senatoriale e nel 1514 ottenne dal duca Massimiliano Sforza il privilegio d'istituire a Lomazzo un mercato di merci e bestiame, cui affluivano persone da un vastissimo circondario. Il diritto di mercato fu confermato nel 1517 da Francesco I di Francia e nel 1540 da Carlo V d'Asburgo, trasferendo il privilegio di esercirlo a Cesare Carcano, nipote di Gerolamo, che era morto senza figli.
Già nel 1538 Giacomo Antonio Carcano, fratello maggiore di Cesare, fu riconosciuto feudatario di Lomazzo e dei paesi vicini di Rovellasca, Cirimido, Guanzate e Fenegrò. Lomazzo, capoluogo del feudo passato in eredità nel 1543 a Gian Battista Arconati (figlio di Elena Carcano), divenne allora sede di podestà feudale, ossia di un pretore per l'amministrazione della giustizia in autonomia dal podestà di Como (cui era prima soggetto Lomazzo Comasco) e dal vicario podestarile di Gallarate (cui era soggetto Lomazzo Milanese). Nel 1611 Filippo III di Spagna eresse il feudo a contea degli Arconati, che la mantennero fino all'estinzione della famiglia nel 1772.
Gli intensi rapporti sociali che le famiglie notabili di Lomazzo trattenevano con gli ambienti del potere politico (passato frattanto sotto controllo spagnolo) ed ecclesiastico a Milano aprivano a vari personaggi la carriera amministrativa e militare presso i re di Francia, di Spagna e i papi; nondimeno procuravano alle famiglie borghesi sbocchi professionali e mercantili, come nel caso dei Corbella, che impiantarono una fortunata bottega orafa nel capoluogo.
Questa vitalità sociopolitica si manifestava orientando la realtà comunitaria a una mentalità libera, aperta e tollerante: la popolazione di Lomazzo, nonostante la formale esistenza di un feudatario, sviluppò in autonomia la vita comunale con la libera elezione dei suoi quattro sindaci, scelti unitariamente e con poteri delegati in solidum dai capifamiglia dei due distretti (milanese e comasco), tanto più che le principali incombenze dei due comuni consistevano nell'amministrazione di un corposo patrimonio collettivo terriero costituitosi nei secoli con lasciti e donazioni a favore dei poveri dell'intera comunità, al di sopra dei confini «catastali».
Egualmente i parroci delle due parrocchie, pur di diversa diocesi, fino al Concilio di Trento erano soggetti al giuspatronato dei capifamiglia di ambedue le comunità, che in quanto patroni sostenevano congiuntamente le spese per il mantenimento degli arredi sacri delle due chiese e avevano quindi il diritto di scegliersi da sé l'amministratore parrocchiale. Singolare fu il fatto che la parrocchia ambrosiana di San Vito ebbe fino al 1790 circa due parroci «porzionari», che presiedevano alle funzioni a turno, secondo un uso piuttosto diffuso, benché già sconsigliato dal Concilio di Basilea.
Ambedue le chiese nel corso dei secoli XV, XVI e XVII vennero dotate di numerose cappelle (cinque in ognuna delle due parrocchiali, oltre a San Lorenzo), con assegnato un cappellano ciascuna; in tal modo, oltre ai parroci, Lomazzo accoglieva e manteneva una decina di sacerdoti, per lo più rampolli di famiglie locali, dei quali molti ebbero prestigiose carriere ecclesiastiche.
Dalla parrocchia di San Siro dipendevano anche le due chiese filiali di San Remigio di Caslino (poi divenuta frazione del comune di Cadorago) e San Bartolomeo di Manera (poi incorporata nel comune di Lomazzo), erette in chiese parrocchiali autonome nel 1921.
Grazie a lasciti e donazioni benefiche, già dal secolo XVI a Lomazzo, che contava a quel tempo circa 1.000 abitanti, fu istituita una condotta medica e una chirurgica, con obbligo di assistenza gratuita ai poveri, cui si fornivano gratuitamente anche le medicine.
L'economia restava prevalentemente agricola, sorretta e resa autonoma da un significativo artigianato di servizio (fabbri e ramai, sarti, falegnami) e da piccole imprese (macellai, prestinai, droghieri, merciai), con sbocchi commerciali (trafficanti di cereali e di bestiame) verso Como, Varese e la Svizzera.

### Il XIX secolo
La vita di Lomazzo trascorse su questo sfondo politico, economico, sociale e culturale fino alle riforme teresiane e napoleoniche.
Il primo scossone all'impianto storico amministrativo fu dato da Napoleone, che unificò istituzionalmente i due comuni, da secoli giuridicamente distinti anche se praticamente già da sempre abituati a collaborare, e portò anche la parte ex-milanese in Provincia di Como. L'unificazione giuridica di Lomazzo Comasco con Lomazzo Milanese fu poi confermata anche sotto il Regno Lombardo-Veneto.
La stagione risorgimentale fu vissuta a Lomazzo in modo intenso: il tricolore italiano sventolò sul campanile di San Siro nelle giornate insurrezionali del marzo 1848 e tra i più vivaci mazziniani lombardi si annoverava il marchese Gaspare Rosales, sindaco di Lomazzo per un ventennio (1866-1885) dopo l'unità d'Italia.
Il 21 aprile 1884, in seguito a una supplica presentata tre anni prima dai capifamiglia di San Vito all'Arcivescovo di Milano, card. Luigi Nazari di Calabiana, e all'impegno preso di versare nuovamente la decima parrocchiale (sconfessando così la rivolta del 1848), il parroco di Lomazzo ambrosiana, don Carlo Viganò, ottenne il titolo di prevosto con diritto alla cappa, alla ferula e alla palmatoria.
In quegli anni cominciò lo sviluppo industriale, grazie anche all'attivazione della linea delle Ferrovie Nord Milano Milano-Como via Saronno: Lomazzo, dotato di stazione intermedia, attrasse l'interesse dell'imprenditore Francesco Somaini, futuro deputato al Parlamento, che vi insediò nel 1893 un grande cotonificio, che si distinse subito come impianto all'avanguardia, in quanto non "spinto" dall'energia idraulica (al tempo ancora molto diffusa), ma dal vapore, e, dopo qualche anno, dall'energia elettrica, che venne messa a disposizione anche per illuminare Lomazzo e i comuni limitrofi.
Il cotonificio (attivo fino al 1974) dava lavoro a più di mille dipendenti: la famiglia Somaini costruì un convitto per le ragazze operaie, assistite da suore che accudivano alla mensa e al guardaroba; per gli operai di Lomazzo fu anche realizzato un intero villaggio operaio dotato di vari servizi.

### Il XX secolo
Dopo gli anni ‘20 del Novecento a Lomazzo s'insediarono svariate nuove industrie, tra cui un calzaturificio e una fabbrica di detersivi.
Frattanto nel 1925 il territorio di Lomazzo venne attraversato e servito dall'autostrada tra Milano e Como, rendendo il comune un "collettore" del traffico automobilistico da e per il distretto collinare a nord-ovest di Como e anche alcune aree meridionali del Canton Ticino.
Per quanto concerne le guerre mondiali, nella prima Lomazzo ebbe 70 caduti e 10 dispersi, mentre nella seconda i caduti furono 28. La lotta di liberazione ha visto l'apporto attivo di trenta partigiani lomazzesi.
Nel secondo dopoguerra il borgo si espanse per il richiamo immigratorio offerto dalla possibilità di occupazione, con un incremento progressivo della popolazione, che passò dai 4.855 abitanti del 1951 ai 7.968 abitanti censiti nel 2001.
Alla crescita urbanistica si affiancò lo sviluppo dei servizi: alle scuole materna ed elementare si aggiunse la scuola media, quindi la sezione staccata della scuola d'arte di Cantù, che garantì un presidio anche all'istruzione secondaria di secondo grado.
Nell'immediato dopoguerra Lomazzo è diventato sede di una sezione dell'Inam, con poliambulatorio specialistico, dopodiché divenne una delle sedi del Distretto Sud Ovest nell'ambito dell'Azienda Socio Sanitaria Territoriale Lariana. A supporto del servizio sanitario e della protezione civile è attivo un comitato della Croce Rossa Italiana e un servizio di continuità assistenziale che copre 12 comuni, i quali usufruiscono e sostengono anche la casa per anziani, attivata nel 1975 e dotata di 120 posti letto.
Tra Ottocento e Novecento Lomazzo si è anche dotata di un corpo musicale, di una caserma dei Vigili del Fuoco, di strutture di protezione civile come quella dell'Associazione Radioamatori Italiani, il cui centro operativo è punto di riferimento per 23 comuni del circondario e vanta esperienze di grande successo nel settore delle telecomunicazioni sul piano internazionale.
Dall'11 luglio 2006, con decreto del presidente della Repubblica, il Comune di Lomazzo è insignito del titolo di Città.

### Simboli

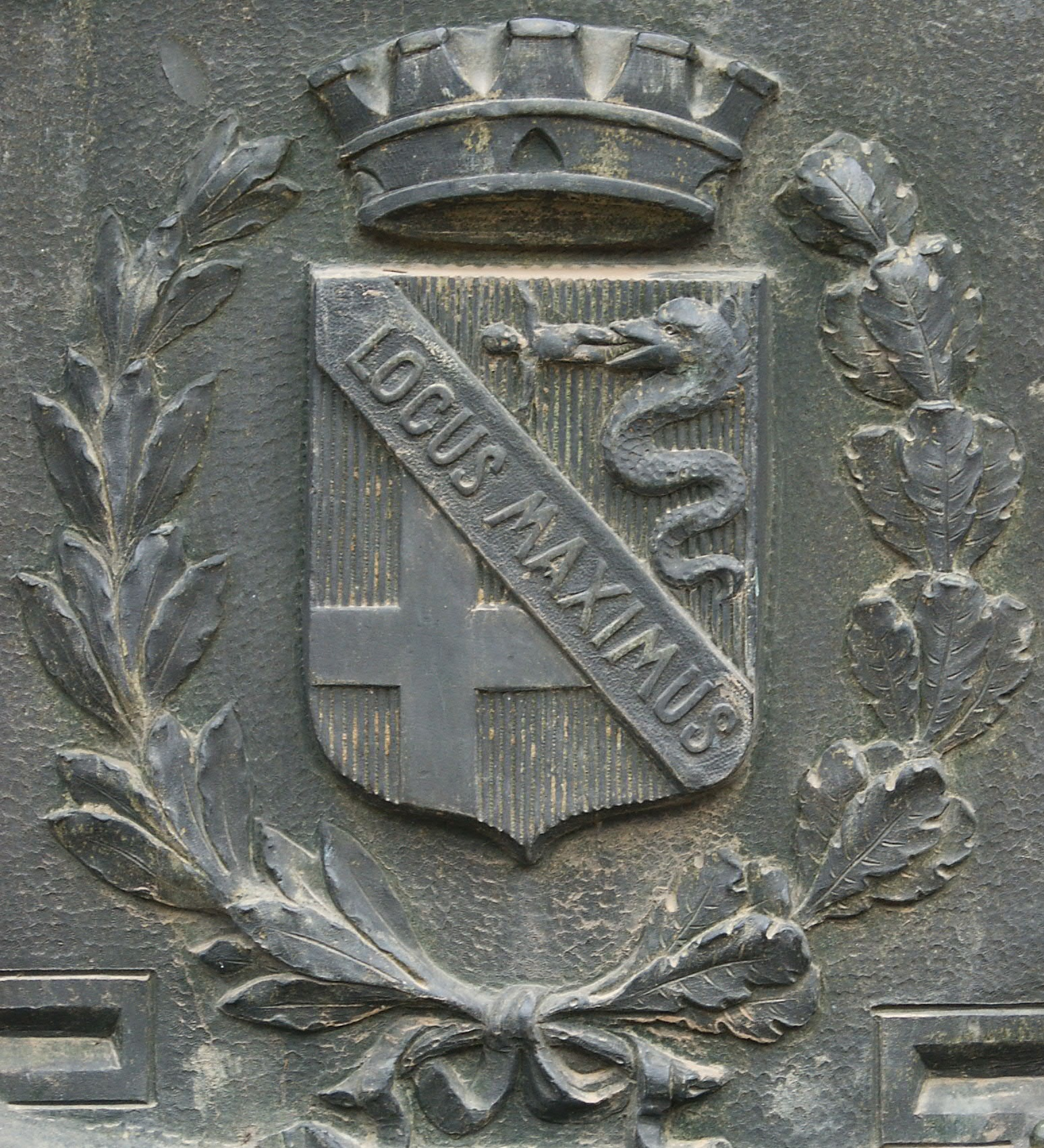
Lo stemma scolpito sul monumento di piazza IV Novembre

Lo stemma comunale, adottato senza alcuna formale ratifica, è così blasonato:
La blasonatura riunisce gli emblemi dei due territori che si contendevano i confini del paese a seguito dello smembramento del Contado del Seprio: la parrocchia di San Vito passò sotto la giurisdizione di Milano, mentre quella di San Siro sotto Como.
La presenza della banda d'argento con l'epigrafe LOCUS MAXIMUS è alla base dell'assenza di un decreto di riconoscimento dello stemma: negli anni 1930 l'amministrazione comunale avviò l’iter per la concessione dell'arma, ma nella documentazione trasmessa alla Regia Consulta Araldica era indicato come questa resa del toponimo civico avesse scarsi fondamenti storici, ricorrendo solo in alcuni documenti ecclesiastici non troppo antichi. Il Regio Commissario competente, pertanto, respinse l'istanza in data 28 maggio 1931. Tre anni dopo la Consulta propose al municipio di adottare invece lo stemma dei Carcano, già feudatari del territorio (di rosso, al cigno d'argento, sormontato da una scure dello stesso), ma l'istanza fu sostanzialmente ignorata a Lomazzo, ove lo stemma respinto nel 1931 era ormai invalso nell'uso.
Il gonfalone è un drappo di bianco.

## Monumenti e luoghi d'interesse

### Architetture civili

#### Arco della Pace
Sulla strada che conduce da Saronno a Como, Lomazzo riceve i visitatori con la struttura imponente dell'Arco della Pace, a ricordo della grande pace di Lomazzo. Questa costruzione dà testimonianza dell'importanza ottenuta dalla città durante il passato ed è uno dei principali simboli del paese. L'arco è stato ultimato nel 1875.

#### Torre
La costruzione più imponente della città è una torre in mattoni, in perfetto stile lombardo-medioevale, eretta nel 1904 per garantire con la sua cisterna l'approvvigionamento idrico del paese. La sua costruzione si deve all'ingegnere Giuseppe Sanguettola.

#### Villa Carcano-Raimondi, anche detta Villa Somaini
La casa è parte del complesso di villa Somaini ed è una proprietà privata, perciò non è visibile internamente. Le stanze di villa Carcano-Raimondi sono considerate gli esempi migliori di architettura rinascimentale lombarda in Italia. Per questo motivo, nel 1939 la villa e il relativo parco secolare sono tutelati dallo Stato italiano.

#### Ex Cotonificio Somaini - ComoNExT
L'antica manifattura tessile fu aperta nel 1893 dall'industriale Francesco Somaini (nonno dell'omonimo scultore). La struttura costituisce un esempio d'archeologia industriale del XIX secolo. Tutte le costruzioni conservano il loro aspetto originale e le loro parti esterne non sono mai state modificate. Non lontano dallo stabilimento venne altresì costruito un villaggio operaio.
Dopo circa vent'anni dalla chiusura dell'opificio, a partire dal 2010 nei rinnovati edifici dell'ex cotonificio (ampliati con strutture moderne) si è insediato il parco tecnologico ComoNExT - Innovation Hub.

#### Altro

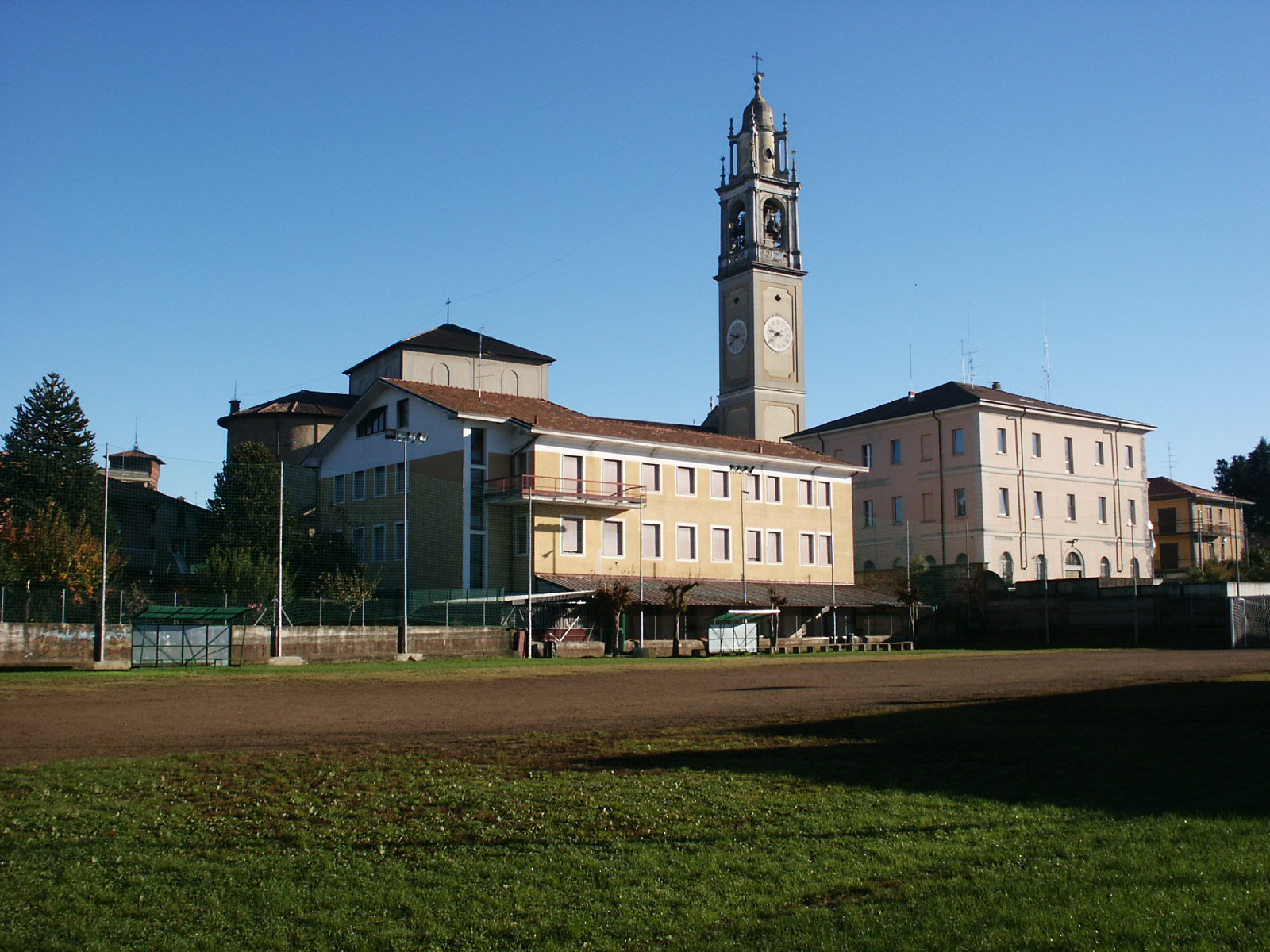
Chiesa di San Siro

- Villa Ceriani[11] (metà XIX secolo). Trasformata in sede comunale, è attribuita alla scuola di Giuseppe Balzaretto.[12]
- Ex Castello Carcano

### Architetture religiose

#### Chiesa di San Siro
La Chiesa di San Siro, realizzata in stile barocco, risale al 1732. La chiesa fu costruita nel luogo dove si trovava una "capella" attestata nella pieve di Fino a partire dal XIII secolo e già elevata al rango di "parrocchiale" nel 1505.
L'interno è impreziosito da affreschi pregevoli di Luigi Morgari e antichi elementi scultorei. La chiesa inoltre conserva un antico dipinto della scuola di Pier Francesco Mazzucchelli detto il Morazzone. Altri ottimi dipinti abbelliscono la piccola chiesa laterale di San Giuseppe, costruita nel 1629;  tutte le decorazioni risalgono a tale epoca.

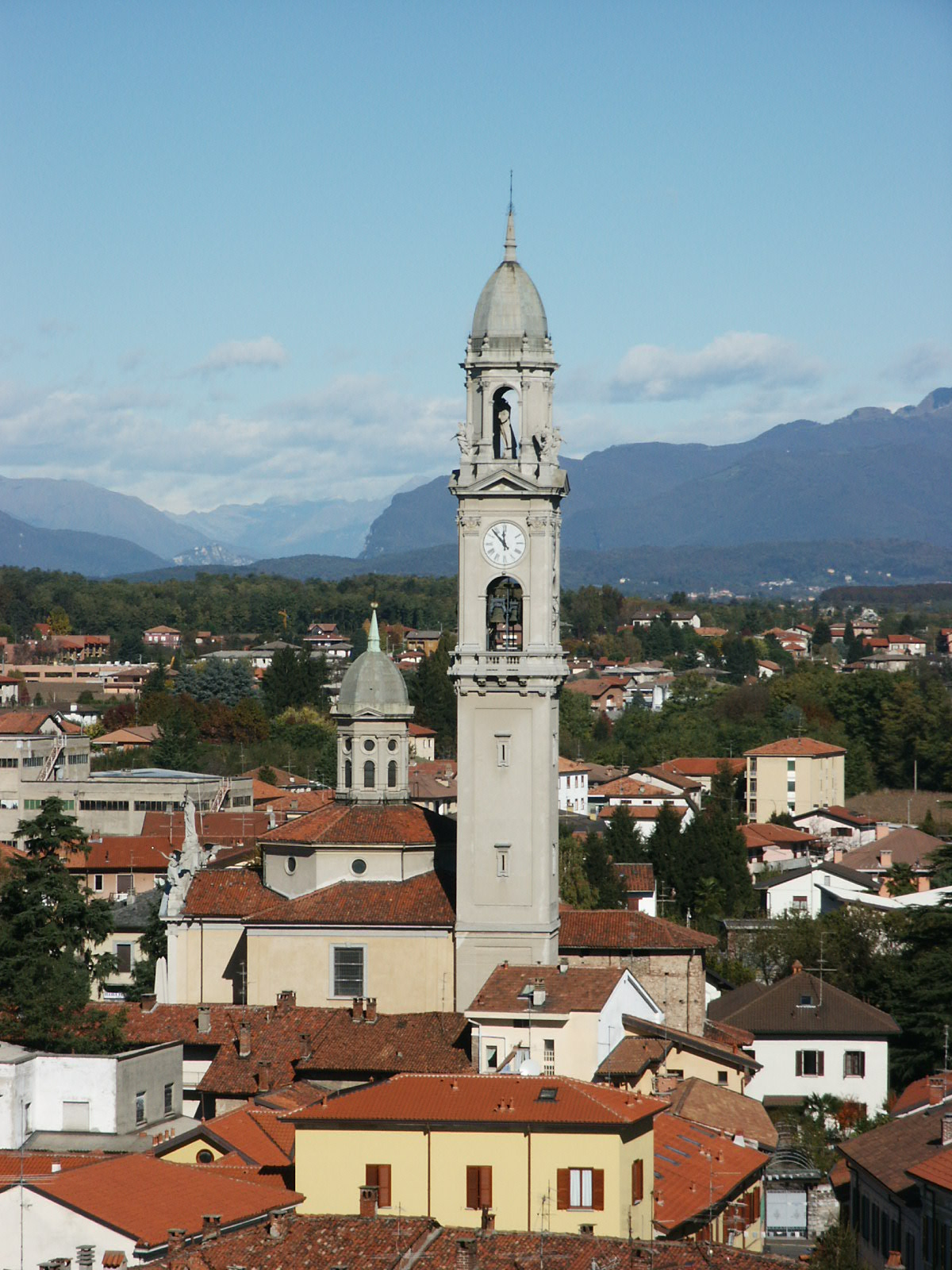
Chiesa di San Vito

#### Brolo e chiesa di San Vito
La piazza davanti alla chiesa di San Vito, denominata Brolo San Vito, fu il teatro della stipulazione del trattato di pace fra le città di Como e Milano, durante il periodo medioevale. L'evento è ricordato su una pietra commemorativa. Il progetto della chiesa di San Vito (fine XVIII secolo-1812) è stato realizzato dall'architetto ticinese Simone Cantoni; la chiesa conserva un altare dello scultore contemporaneo Francesco Somaini, che tuttavia ha sostituito il precedente e che con il rinnovamento del presbiterio ha compromesso le linee neoclassiche dell'edificio.
La chiesa è sede della parrocchia dei Santi Vito e Modesto, che dal 1981 fa parte della Diocesi di Como dopo circa sei secoli di appartenenza a quella di Milano per mezzo della pieve di Appiano. Nello specifico, una chiesa di San Vito a Lomazzo nel contesto della suddetta pieve è attestata nel 1398 come "capella", nel 1564 come "rettoria" e, infine, come "parrocchiale" dal XVI secolo.
Nel 1974 il cardinale Giovanni Colombo, arcivescovo di Milano, e il vescovo di Como Felice Bonomini raggiunsero un accordo sulla ridefinizione dei confini ecclesiastici fra Como e Milano, e la parrocchia di San Vito venne dapprima assegnata al clero comasco, pur rimanendo formalmente sotto l'arcidiocesi ambrosiana, e in seguito ceduta alla Diocesi di Como, con decreto del cardinale Carlo Maria Martini dell'8 marzo 1981.

#### Altro
- Chiesa di San Bartolomeo a Manera (1946)[18]

## Società

### Evoluzione demografica
Abitanti censiti

## Infrastrutture e trasporti
La fermata ferroviaria di Lomazzo è posta sulla linea Saronno-Como, attivata nel 1898 come trasformazione della preesistente tranvia Como-Fino-Saronno, risalente al 1880; tale impianto è servito da treni regionali e treni RegioExpress svolti da Trenord nell'ambito del contratto di servizio stipulato con la Regione Lombardia.

## Sport
Nella frazione di Manera ha sede la squadra di calcio A.C.D. Celtica

### Esplicative
1. ↑  Per il dialetto comasco, si utilizza l'ortografia ticinese, introdotta a partire dal 1969 dall'associazione culturale Famiglia Comasca nei vocabolari, nei documenti e nella produzione letteraria.

### Bibliografiche
1. 1 2   Bilancio demografico mensile anno 2025 (dati provvisori), su demo.istat.it, ISTAT.
2. ↑   Classificazione sismica (XLS), su rischi.protezionecivile.gov.it.
3. ↑   Tabella dei gradi/giorno dei Comuni italiani raggruppati per Regione e Provincia (PDF), in Legge 26 agosto 1993, n. 412, allegato A, Agenzia nazionale per le nuove tecnologie, l'energia e lo sviluppo economico sostenibile, 1º marzo 2011,  p. 151. URL consultato il 25 aprile 2012 (archiviato dall'url originale il 1º gennaio 2017).
4. ↑  Borghese, p. 273.
5. 1 2 3  Borghese, pp. 271-272.
6. ↑   Cantù, Storia della città e della diocesi di Como,  p. 227. URL consultato il 4 maggio 2022.
7. ↑  Lomazzo - araldicacivica.it
8. ↑   Decreto del Presidente della Repubblica di concessione dell'11 luglio 2006 (PDF).
9. ↑   Villa Somaini - complesso, Via degli Arconati, 17(P) - Lomazzo (CO) – Architetture – Lombardia Beni Culturali, su lombardiabeniculturali.it. URL consultato il 6 maggio 2020.
10. ↑  ComoNext: La Storia Archiviato il 15 aprile 2015 in Internet Archive.. comonext.it
11. ↑   Villa Ceriani, Piazza IV Novembre, 4 - Lomazzo (CO) – Architetture – Lombardia Beni Culturali, su lombardiabeniculturali.it. URL consultato il 6 maggio 2020.
12. ↑   Villa Ceriani - Museo diffuso Dolores Puthod, su villeaperte.info.
13. ↑   Chiesa di S. Siro - complesso, Via Milano, 24 - Lomazzo (CO) – Architetture – Lombardia Beni Culturali, su lombardiabeniculturali.it. URL consultato il 6 maggio 2020.
14. ↑   Parrocchia di San Siro, sec. XVI - [1989] – Istituzioni storiche – Lombardia Beni Culturali, su lombardiabeniculturali.it. URL consultato il 6 maggio 2020.
15. ↑   Chiesa dei SS. Vito e Modesto - complesso, Via della Pace, 2 - Lomazzo (CO) – Architetture – Lombardia Beni Culturali, su lombardiabeniculturali.it. URL consultato il 6 maggio 2020.
16. ↑   Parrocchia dei Santi Vito e Modesto, sec. XVI - [1989] – Istituzioni storiche – Lombardia Beni Culturali, su lombardiabeniculturali.it. URL consultato il 6 maggio 2020.
17. ↑   https://siusa.archivi.beniculturali.it/cgi-bin/siusa/pagina.pl?TipoPag=prodente&Chiave=23821, su siusa.archivi.beniculturali.it.
18. ↑   Chiesa di S. Bartolomeo, Piazza Risorgimento - Lomazzo (CO) – Architetture – Lombardia Beni Culturali, su lombardiabeniculturali.it. URL consultato il 6 maggio 2020.
19. ↑  Dati tratti da:
  -  Popolazione residente dei comuni. Censimenti dal 1861 al 1991 (PDF), su ebiblio.istat.it, ISTAT.
  -  Popolazione residente per territorio – serie storica, su esploradati.censimentopopolazione.istat.it.
Nota bene: il dato del 2021 si riferisce al dato del censimento permanente al 31 dicembre di quell'anno.
20. ↑  Giovanni Cornolò, Cento anni di storia... delle Ferrovie Nord Milano, Globo edizioni, Trento, 1979.